# Ústava České republiky
Ústava České republiky je základní zákon České republiky. Byl přijat jako ústavní zákon Českou národní radou 16. prosince 1992 a publikován v české Sbírce zákonů pod č. 1/1993 Sb.
Na základě ústavního zákona o československé federaci z roku 1968 nejenže 1. ledna 1969 vznikla Česká socialistická republika, ale bylo také počítáno s přijetím republikových ústav, které však do roku 1989 přijaty nebyly. Po roce 1989 byly zahájeny přípravné práce, avšak nejasnosti kolem budoucnosti federace způsobily, že práce v České republice stagnovaly. Nakonec začala být první česká ústava připravována až v časové tísni, jež souvisela s blížícím se zánikem Československa.
Česká Ústava je tvořena preambulí a 8 hlavami, zahrnujícími základní ustanovení, moc zákonodárnou, moc výkonnou, moc soudní, Nejvyšší kontrolní úřad, Českou národní banku, územní samosprávu a přechodná a závěrečná ustanovení. Ústava ČR tedy implementuje oddělení jednotlivých mocí a určitý systém brzd a protivah. Do června 2013 byla Ústava osmkrát novelizována. 22 článků bylo dotčeno změnami, devět článků bylo doplněno, dva články byly vloženy a jeden článek byl v Ústavě zrušen.
Ústava navazuje na Českou republiku existující v rámci zanikající federace a stanoví přechodná opatření pro působnost ústavních orgánů. Výslovně zrušila Ústavu České a Slovenské Federativní Republiky, ústavní zákon o československé federaci, ústavní zákony, které je měnily a doplňovaly a ústavní zákon České národní rady č. 67/1990 Sb., o státních symbolech České republiky. Naopak vyjmenovává, které dosavadní československé i české ústavní zákony platí v České republice jako ústavní zákony i nadále (ty, které upravují státní hranice, a ty, které Česká národní rada přijala po 6. červnu 1992), ty jsou spolu s Listinou základních práv a svobod součástí tzv. ústavního pořádku. Ostatním ústavním zákonům dosud platným na území České republiky pak přiznala sílu (obyčejného) zákona. Podle výkladu Evropského soudního dvora povinnosti vyplývající z členství v Evropské unii zahrnují, že ústava a další vnitrostátní právní předpisy jsou podřízeny právu Evropské unie. Podle výkladu Ústavního soudu má právo EU aplikační přednost (jinými slovy tedy nadřazenost) v případě že je dodrženo materiální jádro ústavy.

## Historie

### Federalizace Československa
Na 28. schůzi Národního shromáždění Československé socialistické republiky 27. října 1968 byl předložen společný návrh České národní rady (ČNR), Slovenské národní rady (SNR) a československé vlády na vydání ústavního zákona o československé federaci. Téhož dne byl ústavní zákon (č. 143/1968 Sb.) přijat a s nabytím účinnosti od 1. ledna 1969 vznikla Česká socialistická republika a Slovenská socialistická republika, přičemž obě republiky měly v rámci federace rovnoprávné postavení. Ústavní zákon o československé federaci v článku 142 odst. 2 stanovil, že spolu s přijetím ústavy Československé socialistické republiky přijmou obě republiky vlastní ústavy a předpokládal i vznik tří ústavních soudů. Zvrat však přinesl nástup normalizace. Reálnou federací bylo Československo jen do prosince 1970, kdy byl přijat ústavní zákon č. 125/1970 Sb., jehož důvodová zpráva jasně zdůrazňovala „posílení koncepční úlohy federálního centra“. Ústavní zákon č. 125/1970 Sb. přinášel 37 přímých změn a doplňků, které znamenaly likvidaci původní koncepce federace a pro obě republiky ztrátu podstatné části svých kompetencí. Československo tak bylo po roce 1970 centralisticky spravovaným státem s vnějšími formálními znaky federace.
Nutnost přípravy nové federální ústavy zazněla poprvé oficiálně na XVII. sjezdu Komunistické strany Československa (KSČ) na jaře 1986. Od roku 1987 fungovala pracovní skupina v čele s Mariánem Čalfou a v listopadu 1988 vznikla 153členná komise KSČ a Národní fronty v čele s Milošem Jakešem pro přípravu nové ústavy, která měla být přijata po XVIII. sjezdu KSČ v průběhu roku 1990. V posledním pracovním textu byla ústava koncipována jako společná pro federaci i obě republiky, bylo vypuštěno ustanovení o vedoucí úloze KSČ a do určité míry rozšířen katalog základních práv.
Na podzim 1989 navrhla skupina poslanců Federálního shromáždění vydat ústavní zákon o způsobu přijetí nové Ústavy Československé socialistické republiky, České socialistické republiky a Slovenské socialistické republiky. Ačkoliv národní rady obou republik neměly k dispozici návrhy nových ústav nebo společné ústavy, vyslovily 31. října 1989 souhlas s návrhem ústavního zákona o způsobu jejich přijetí: usnesení České národní rady bylo publikováno jako č. 123/1989 Sb., usnesení Slovenské národní rady jako č. 124/1989 Sb. Přijetím návrhu ústavního zákona měly být vytvořeny podmínky pro vydání trojjediné ústavy, tj. společné ústavy federace i obou republik. Souhlas národních rad s přijetím ústavního zákona znamenal současně, že se republiky vzdaly svého práva na vlastní ústavu.
Přelom však nastal v důsledku událostí sametové revoluce. Již 30. listopadu 1989 se tak na plénu Slovenské národní rady dotazoval poslanec Majer, zda se bude v souvislosti s přijetím nové ústavy znovu schvalovat i ustanovení o způsobu přijetí, anebo zda usnesení Slovenské národní rady z konce října zůstane netknuté. Slovenská národní rada pak na dalším zasedání 6. prosince 1989 svůj souhlas z 31. října 1989 usnesením č. 167/1989 Sb. zrušila. Česká národní rada přijala obdobné usnesení (č. 166/1989 Sb.) 19. prosince 1989. V následujícím období byla přijata řada ústavních zákonů, které měly směřovat k vytvoření, resp. obnovení, reálné federace. Republiky přijaly ústavní zákony o svých symbolech a byla na ně přenesena řada dosud federálních kompetencí. Do voleb v roce 1992 však nebyly přijaty nové ústavy ani federace, ani obou republik.

### Příprava na zánik federace

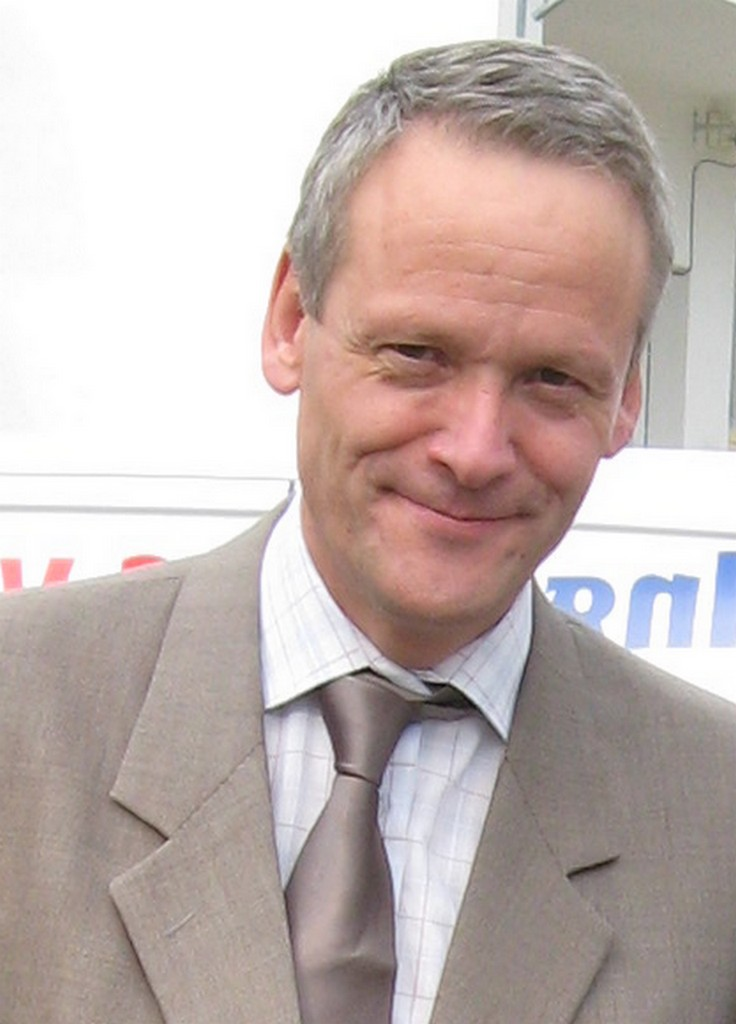
Cyril Svoboda, tajemník vládní komise pro přípravu ústavy v roce 1992

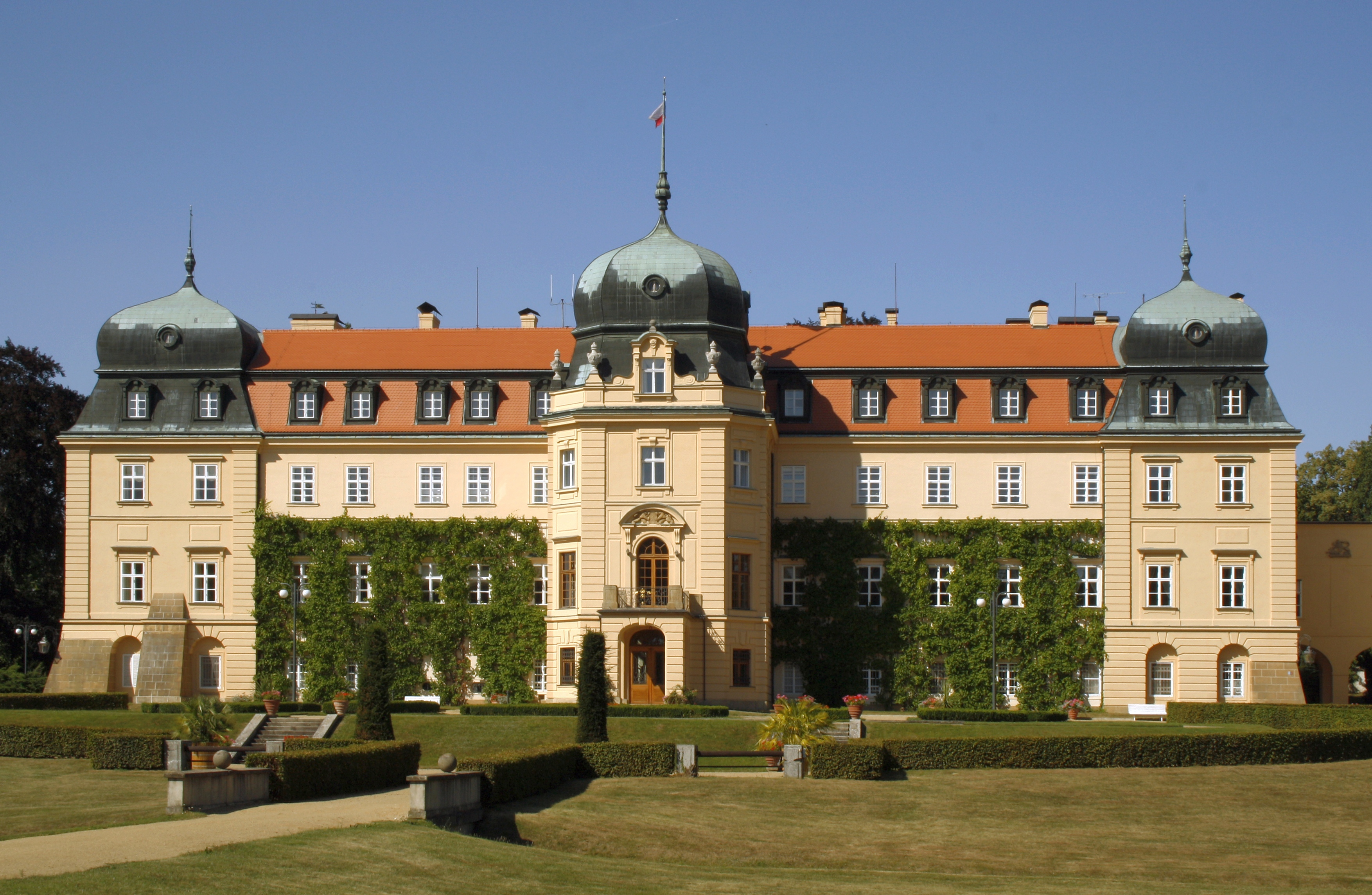
Poslanci ČNR se návrhem Ústavy zabývali v prosinci 1992 v Lánech

Ve dnech 5. až 6. června 1992 se konaly volby do Federálního shromáždění ČSFR, České národní rady a Slovenské národní rady. V České republice zvítězila Občanská demokratická strana (ODS), která ve svém volebním programu hovořila buď o fungující federaci, anebo rozdělení, ovšem spíše strana dávala přednost zachování federace. Byla to ostatně právě ODS, která jako jediná z tehdy významných politických stran kandidovala v obou částech federace. Na Slovensku zvítězilo Hnutí za demokratické Slovensko (HZDS), které prosazovalo především mezinárodní subjektivitu Slovenska, což se sice s existencí společného státu v zásadě vylučovalo, ovšem HZDS se podařilo přesvědčit voliče o slučitelnosti takových požadavků s existencí federace.
Ústava Slovenské republiky byla přijata 1. září 1992 a účinnosti nabyla již 1. října 1992, tři měsíce před zánikem federace.
Nedlouho po volbách byla zahájena i příprava Ústavy České republiky. Vedle sebe fungovaly dvě komise: komise vlády a komise předsednictva České národní rady.
Vládní komise byla zřízena usnesením vlády č. 484 z 10. července 1992. Předsedou komise byl Václav Klaus, místopředsedou Jan Kalvoda, sekretářem Cyril Svoboda, členové komise byli Filip Šedivý, Jiří Vlach, Vojtěch Cepl, Daniel Kroupa, Václav Benda, Václav Pečich, Jan Litomiský, Miloslav Výborný, Václav Novotný, Miroslav Sylla, Pavel Zářecký a Dušan Hendrych. Václav Havel si přál, aby členem komise byl i jeho poradce Vladimír Klokočka, ten se nakonec na činnosti komise přímo nepodílel, v říjnu 1992 byl pak ale jedním ze tří profesorů ústavního práva, kteří se podíleli na závěrečné oponentuře Ústavy.
Členy komise předsednictva ČNR byli Marek Benda, Jiří Bílý, Pavel Hirsch, Antonín Hrazdíra, Ivana Janů, Hana Marvanová, Ivan Mašek, Jaroslav Ortman, Jiří Payne, Anna Röschová, Vítězslav Sochor, Milan Uhde a Jan Vik. Koncem srpna 1992 bylo dohodnuto, že základem pro další jednání bude návrh Ústavy od vládní komise.
Z činnosti vládní komise se zachovaly jen jednotlivé dokumenty – směrnice, zásady, ideový nástin a ideový návrh (červenec/srpen 1992), zásady ústavy (září 1992) a vládní návrh ústavy, jenž byl základem pro budoucí českou ústavu. Komise předsednictva ČNR se sešla třináctkrát.
Možnosti tvorby nové ústavy shrnul již na počátku činnosti vládní komise její tajemník Cyril Svoboda: bylo možné vycházet z československé ústavy z roku 1920, přepracovat dosavadní Ústavu ČSFR, anebo vypracovat zcela nový dokument. Nejen Svoboda, ale i ostatní členové komise směřovali k možnosti využití prvorepublikové ústavy.
Problematické se jevilo především postavení Listiny základních práv a svobod, která byla nesena samostatným ústavním zákonem, jenž jí zajišťoval nadústavní charakter. Zařazení Listiny do Ústavy se jevilo jako politicky neprůchodné především kvůli Václavu Klausovi, který Listinu nechtěl vůbec a její případné včlenění přímo do textu Ústavy nazval „plevelem Ústavy“. Klausovi především vadila formulace čl. 17 Listiny o právu na informace, když byl spíše pro formulaci práva vyhledávat informace, a také mu vadilo právo sdružovat se v odborech a právo na odměnu za práci (čl. 28 Listiny). Problém se pokusil vyřešit Miloslav Výborný vytvořením koncepce tzv. ústavního pořádku, který byl teoretiky kritizován (Filip, Knapp).
V týdnu od 19. do 24. října 1992 se v Karlových Varech začala připravovat čistá verze Ústavy: první články byly převzaty ze starších návrhů, články o moci zákonodárné psali Miroslav a Jindřiška Syllovi, články k prezidentovi psal Cyril Svoboda, články o vládě Dušan Hendrych, moc soudní pak František Zoulík. Hendrych také napsal pasáže týkající se České národní banky a Nejvyššího kontrolního úřadu, územní samosprávu psal Pavel Zářecký.
Dne 23. října 1992 přijeli provést závěrečnou oponenturu tři ústavní právníci: Pavel Peška, Vladimír Klokočka a Pavel Holländer.
Důvodovou zprávu ke karlovarskému návrhu Ústavy sepsal Cyril Svoboda s Milenou Polákovou víkend předtím, než měla být předložena premiéru Klausovi. Karlovarskému návrhu se posléze věnovaly na zámku v Lánech poslanecké skupiny, kromě výše zmíněné komise i ústavněprávní výbor České národní rady. Zde byl také zformulován článek 9 o podstatných náležitostech demokratického právního státu inspirovaný německým Základním zákonem a navržený Ivanou Janů, ale byl zde také zakotven Nejvyšší správní soud.
V nočních hodinách patnáctého prosince 1992 se sešli zástupci vládních stran a uzavřeli písemnou dohodu vlastnoručně uvedenou na kusu papíru z poznámkového bloku, ve které sjednali, že nebude přijat žádný pozměňovací návrh předložený v diskusi, ledaže se na tom dohodnou všechny vládní strany. Byla to reakce na situaci, kdy k přijetí pozměňovacího návrhu stačila (a stačí) většina přítomných, zatímco k přijetí ústavního zákona je potřebná třípětinová většina. S ohledem na tuto politickou dohodu nebyly přijaty i takové pozměňovací návrhy, jež lze označit za kvalitní a dobré.
Celkově vznikly v období přípravy Ústavy samostatné České republiky čtyři kompletní návrhy: vládní návrh, návrh Československé sociální demokracie, návrh Komunistické strany Čech a Moravy a návrh Liberálně sociální unie. Poslední tři zmiňované návrhy nebyly v České národní radě projednány.

### Přijetí
Vládní návrh ústavního zákona ČNR, Ústava ČR (sněmovní tisky 152 a 154) s upřesňujícím dodatkem, byl projednán Českou národní radou na její desáté schůzi ve středu 16. prosince 1992. Návrh odůvodnil nejprve předseda republikové vlády Václav Klaus, jenž úvodem svého projevu uvedl, že pro parlament i vládu je toto jednání zkouškou dospělosti. K návrhu ústavního zákona byli dva společní zpravodajové – Hana Marvanová a Miloslav Výborný.
Z množství pozměňovacích návrhů byl úspěšný jen návrh poslance Pavla Hirše, který vrátil do Ústavy poměrný volební systém pro Sněmovnu a většinový pro Senát. Výsledky hlasování oznámil předseda České národní rady Milan Uhde: „… ze 198 přítomných poslankyň a poslanců, kteří se účastnili hlasování, 16 hlasovalo proti, 10 poslankyň a poslanců se zdrželo hlasování a 172 kladnými hlasy byla Ústava České republiky přijata.“ Po ukončení jednání se sešlo ke krátké schůzi předsednictvo České národní rady, jež vyhlásilo Ústavu České republiky.

## Charakteristiky Ústavy
S ohledem na ustanovení čl. 39 odst. 4 Ústavy, podle něhož „[k] přijetí ústavního zákona (…) je třeba souhlasu třípětinové většiny všech poslanců a třípětinové většiny přítomných senátorů[,]“ je možné zkonstatovat, že pro změnu Ústavy je nutný složitější postup, což z pohledu typologie ústav značí, že se jedná o ústavu rigidní. Ačkoliv je česká historická zvyklost mít ústavu rigidní, v souvislosti s přípravou Ústavy České republiky se objevovaly hlasy, aby Ústava mohla být měněna prostou – nikoliv kvalifikovanou – většinou, čímž by se jednalo o ústavu flexibilní.
Z pohledu Loewensteinovy ústavní ontologie je možné českou Ústavu charakterizovat jako ústavu normativní, tedy že politický proces probíhá podle jejích pravidel. Vysoká míra souladu mezi právní a faktickou ústavou způsobuje, že česká Ústava je také ústavou reálnou, ústava se tak kryje se skutečností.
Česká ústava je psanou ústavou, když je písemně zachycena v psaném (ústavním) zákoně v promulgačním listu – Sbírce zákonů.
Ústava České republiky je také ústavou původní a dohodnutou. Přestože v roce 1992 existovala snaha přijmout ústavní listinu z roku 1920, čímž bychom hovořili o přenesené ústavě, nakonec tento pokus nebyl úspěšný a česká ústava, ač je tou prvorepublikovou silně inspirována, je ústavou původní. Neboť byla česká ústava výsledkem politického kompromisu završeného na půdě České národní rady 16. prosince 1992, jedná se o ústavu dohodnutou.

## Vývoj Ústavy

### Celkový vývoj
Pro Českou republiku a její ústavní právo je typická výrazná stabilita a reálná neměnnost (polylegální) ústavy. Od účinnosti Ústavy došlo jen k několika mála změnám, které však nikterak výrazně neovlivnily podobu českého ústavního systému.

### Vyšší územní samosprávné celky
První zásah do textu Ústavy byl uskutečněn ústavním zákonem č. 347/1997 Sb., o vytvoření vyšších územních samosprávných celků a o změně ústavního zákona České národní rady č. 1/1993 Sb., Ústava České republiky, který naplňoval čl. 100 odst. 3 Ústavy. Tímto ústavním zákonem byly vytvořeny vyšší územní samosprávné celky.

### NATO
Další změnu do textu Ústavy přinesl ústavní zákon č. 300/2000 Sb., jenž byl přijat v souvislosti se vstupem České republiky do Severoatlantické aliance (1999), a který upravoval otázky související s vysíláním ozbrojených sil, pobytem spojeneckých sil v České republice, participací republiky na obranných systémech mezinárodních organizací a také rozdělení kompetencí mezi vládu a parlament v těchto otázkách.

### Česká národní banka
Další změna byla provedena ústavním zákonem č. 448/2001 Sb. Vláda v únoru 2000 připravila novelu Ústavy, kterou však Poslanecká sněmovna ve druhém čtení zamítla. Tato novela zahrnovala také změnu v čl. 98 Ústavy, když tento článek měl být uveden do souladu s novým zněním zákona č. 6/1993 Sb., o České národní bance (ČNB). Když Poslanecká sněmovna novelu zamítla, dostal se zákon o ČNB do nesouladu s textem Ústavy. Nová dikce zákona, a tím nutnost změny Ústavy, souvisela s požadavkem Smlouvy o založení Evropského společenství a Protokolu o Statutu Evropského systému centrálních bank a Evropské centrální banky, připojeného k této smlouvě. Byl tak připraven nový návrh, který měl toliko legislativně technický význam a který v článku 98 nahradil „stabilitu měny“ „cenovou stabilitou“.

### Euronovela
Významnou změnou byla tzv. euronovela Ústavy z 18. října 2001 (č. 395/2001 Sb.). Euronovela s účinností od 1. června 2002 doplnila druhý odstavec do článku 1, který vyjádřil, že republika dodržuje závazky, které pro ni vyplývají z mezinárodního práva. Článek 10, upravující do té doby aplikační přednost mezinárodních smluv o základních právech a lidských svobodách, rozšířil okruh aplikační přednosti na vyhlášené mezinárodní smlouvy, k jejichž ratifikaci dal Parlament souhlas. Za článek 10 byly euronovelou doplněny články 10a a 10b, které upravují podmínky přenesení pravomoci (čl. 10a) na mezinárodní organizaci nebo instituci. V souvislosti s otázkami, jež souvisejí se závazky vyplývajícími z členství v takovém subjektu, je založena povinnost vlády informovat Parlament a právo komor Parlamentu se k tomuto vyjádřit (čl. 10b). Upravena byla současně dikce čl. 39 odst. 4, jenž nově nehovořil o schválení mezinárodní smlouvy, ale souhlasu k ratifikaci. Zcela změněn byl článek 49 upravující ratifikaci mezinárodních smluv. Změněn byl článek 52, když bylo upřesněno, že u zákonů je publikace v promulgačním listu (Sbírce zákonů) podmínkou platnosti, zatímco u mezinárodních smluv podmínkou použitelnosti. Upravena byla formulace čl. 87 vymezující kompetence Ústavního soudu, byl změněn okruh aktů, jimiž je ústavní soudce vázán (čl. 88) a byl připojen odstavec 3 do článku 89, jenž upravuje závaznost rozhodnutí Ústavního soudu. Změnu doznal také článek 95 upravující vázanost soudců (obecných soudů).

### Referendum ovstupu do Evropské unie
Odpor části politické reprezentace k zavádění institutů přímé demokracie, a s tím související obava z obecné formulace referenda, způsobila, že s ohledem na referendum o přistoupení České republiky k Evropské unii byl přijat ústavní zákon č. 515/2002 Sb., který do textu Ústavy zakomponoval jednorázovou úpravu ve vztahu k tomuto referendu. Po referendu se tato ustanovení Ústavy stala obsahově obsoletními a novelou č. 71/2012 Sb., kterou se zavedla přímá volba prezidenta, byla z Ústavy vypuštěna.

### Samorozpuštění Sněmovny
V roce 2009 byla přijata další novela Ústavy (ústavní zákon č. 319/2009 Sb.) v zásadě připravená již v roce 2001 Stálou komisí Senátu pro Ústavu České republiky a parlamentní procedury, kterou byla zavedena možnost samorozpuštění Poslanecké sněmovny, což byla reakce na předchozí rozhodnutí Ústavního soudu, kterým byl zrušen ústavní zákon o zkrácení pátého volebního období Poslanecké sněmovny. Zároveň byla odstraněna zásadní vada v Ústavě pocházející z redakčního pochybení při její přípravě v roce 1992. Ústava totiž pominula přechod pravomoci vyhlašovat volby do Sněmovny a Senátu v případě, že prezident nemůže funkci vykonávat. Tato mezera tak mohla způsobit, že pokud by mezi rozpuštěním Poslanecké sněmovny a vyhlášením voleb do ní nastala situace, že by prezident nemohl úřad vykonávat, nemohly by být volby vůbec vyhlášeny, neboť přechod této pravomoci Ústava neřešila a případná změna Ústavy, k níž by bylo třeba ústavního zákona, by nebyla možná, neboť sám Senát takový předpis v době, kdy je Sněmovna rozpuštěna, přijmout nemohl a nemůže s ohledem na dikci čl. 33 odst. 2 Ústavy.

### Přímá volba prezidenta
V červnu 2011 předložila vláda Poslanecké sněmovně návrh ústavního zákona, který počítal se zavedením přímé volby prezidenta. Návrh byl v Poslanecké sněmovně přijat v prosinci 2011, v Senátu v únoru 2012. Část ústavního zákona č. 71/2012 Sb. má stanovenou účinnost od 1. října 2012, zbývající ustanovení od 8. března 2013. Obecné datum nabytí účinnosti (1. říjen 2012) bylo stanoveno tak, aby umožnilo dodržení termínů pro vyhlášení a konání volby prezidenta přímou volbou. K tomuto datu by pak měl nabýt účinnosti i volební zákon, který má podrobně upravovat přímou volbu prezidenta, a další novely zákonů v souvislosti se zavedením přímé volby. Ustanovení s odloženou účinností (8. březen 2013) se týkají odpovědnosti prezidenta za velezradu a podmínek pro podání ústavní žaloby Senátu proti prezidentovi. Toto datum navazuje na konec volebního období dosavadního prezidenta Václava Klause dne 7. března 2013.
Do účinnosti ústavního zákona č. 71/2012 Sb. byl prezident republiky volen Parlamentem na společné schůzi obou komor (čl. 54 odst. 2 v původním znění). Volba prezidenta republiky se konala v posledních třiceti dnech volebního období úřadujícího prezidenta republiky, v případě, že by se úřad uvolnil dříve, měla se volba konat do třiceti dnů (čl. 56 v původním znění). Způsob a průběh volby prezidenta byl upraven v článku 58 v původním znění Ústavy. Původně skládal prezident slib a vzdával se svého úřadu do rukou předsedy Poslanecké sněmovny (čl. 59 odst. 1; čl. 61), nově půjde o předsedu Senátu. Ke změně došlo i v otázce pravomocí: k nařízení, aby se trestní řízení nezahajovalo, a bylo-li zahájeno, aby se v něm nepokračovalo, je nově vyžadována součinnost vlády, vypadla jednorázová privilegovaná pravomoc vyhlásit referendum o přistoupení České republiky k Evropské unii a jeho výsledek.

### Imunita zákonodárců a ústavních soudců
Zatím poslední změnu Ústavy znamenal ústavní zákon č. 98/2013 Sb., který nabyl účinnosti 1. června 2013. Jím byla po několika letech diskuzí omezena imunita poslanců, senátorů a soudců Ústavního soudu jen na dobu jejich mandátu.

## Struktura Ústavy

### Preambule
Původní vládní návrh počítal se zcela odlišnou formulací preambule. Nakonec však byla přijata formulace, jejímž hlavním autorem byl Václav Havel a závěrečným editorem předseda České národní rady Milan Uhde. V rámci preambule je možné vysledovat dvě části: rekapitulační a programově-manifestační. Rekapitulační část odkazuje na historické tradice a státoprávní vývoj na českém území, programově-manifestační část pak zahrnuje deklaraci základních státních cílů a hodnot. Z formulace preambule je možné odvodit republikánský charakter státu a z absence odkazu na náboženství či víru je patrná také skutečnost, že Česká republika je laickým státem. Provolání označuje za příjemce Ústavy občany České republiky v Čechách, na Moravě a ve Slezsku, tedy nikoli národ, jak tomu činila Ústavní listina z roku 1920. Díky Václavu Havlovi se v preambuli objevuje pojem „občanská společnost“, jenž jinde v Ústavě či v Listině přítomen není.

### Hlava první: Základní ustanovení

#### Základní princip
Ustanovení článku 1 Ústavy zakotvuje základní principy celého ústavního systému České republiky. Druhý odstavec byl ke článku připojen v rámci tzv. euronovely Ústavy. Článek jedna také jako jediný článek Ústavy vymezuje název státu. Z ustanovení také vyplývá, že stát je republikou, přičemž toto je možné vyvodit již z preambule, ale zároveň i dalších ustanovení Ústavy. Republika je poté vymezena jako svrchovaný, jednotný a demokratický právní stát, jenž je založený na úctě k právům a svobodám člověka a občana. Svrchovanost značí, že Česká republika je plně způsobilá k právům a právním úkonům, je plnoprávným subjektem mezinárodního práva a je nezávislá na jiné moci. Svrchovanost však může být dobrovolně omezena účastí na mezinárodní organizaci – v takovém případě se jedná o koncept tzv. sdílené či slité suverenity – a konkrétně v případě České republiky se jedná o její členství v Evropské unii. Prohlášení, že republika je „jednotný“ stát má znamenat, že se nejedná o jakoukoliv formu konfederace či federace. Definice České republiky jako demokratického právního státu zdůrazňuje spojení těchto dvou zásad – demokratického a právně-státního, přičemž změna jejich podstatných náležitostí je z dikce čl. 9 Ústavy nepřípustná. Pojem právního státu má být – také s ohledem na judikaturu Ústavního soudu – vykládán v materiálním a nikoliv jen ve formálním smyslu. Již v prosinci 1993 Ústavní soud judikoval, že: „[ú]stava akceptuje a respektuje princip legality jako součást celkové koncepce právního státu, neváže však pozitivní právo jen na formální legalitu, ale výklad a použití právních norem podřizuje jejich obsahově materiálnímu smyslu, podmiňuje právo respektováním základních konstitutivních hodnot demokratické společnosti a těmito hodnotami také užití právních norem měří.“ Konstatování, že republika je stát „založený na úctě k právům a svobodám člověka a občana“ je zakotvením státního cíle, který zavazuje státní moc. Formulace pak úzce souvisí s článkem 3, jenž prohlašuje Listinu součástí ústavního pořádku a článkem 9, podle něhož je zakázána – a to i ústavodárci – změna podstatných náležitostí demokratického právního státu. Česká republika jako právní a demokratický stát je v podstatě také nepochybně sociálním státem, ačkoliv taková formulace není v Ústavě výslovně uvedena. Odstavec druhý pak přebírá základní zásadu mezinárodního práva o poctivém plnění mezinárodních závazků a do Ústavy byl připojen až euronovelou Ústavy. Z tohoto odstavce pak vyplývají povinnosti subjektům státní moci, především zákonodárci, aby nepřijímal zákony, jež by znemožňovaly dodržení mezinárodněprávních závazků. Součástí aplikace mezinárodněprávní normy je také zohlednění judikatury mezinárodních institucí soudního typu, jež mají za úkol tyto normy aplikovat.
Před ratifikací Lisabonské smlouvy v roce 2009 vyjádřili někteří politici obavy, že její vtělení do právního řádu České republiky může do těchto základních principů zasáhnout. Ústavní soud nicméně ve svém nálezu Pl. ÚS 19/08 judikoval, že je „důležité poukázat na možnost členského státu z Evropské unie vystoupit postupem stanoveným v čl. 50 Smlouvy o EU; explicitní artikulace této možnosti v Lisabonské smlouvě je nesporným potvrzením principu States are the Masters of the Treaty a trvající svrchovanosti členských států.“

#### Státní moc
V roce 1863 vymezil Abraham Lincoln při projevu v Gettysburgu tři znaky vymezující demokracii: vládu lidu, lidem a pro lid. Vláda lidu je upravena v čl. 2 odst. 1, vláda lidem v odst. 1 věty za středníkem ve spojení s odst. 2, a vláda pro lid v odst. 3 článku 2 Ústavy. První odstavec článku 2 zakotvuje princip svrchovanosti lidu a dělbu státní moci na zákonodárnou, výkonnou a soudní. Princip svrchovanosti lidu je v zásadě politický nikoliv právní – pojem, který značí, že je to právě lid, jenž disponuje právem vytvořit systém hodnot, institucí a procedur, prostřednictvím nichž se má stát řídit. Zároveň je vyloučeno, aby existoval státní orgán, jenž by přímo či nepřímo svou legitimitu neodvozoval od lidu. Odstavec druhý vytváří možnost přijmout ústavní zákon, který by zakotvil možnost zavést některý z institutů přímé demokracie – především referenda. Vládní návrh Ústavy s tímto ustanovením nepočítal, neboť ODS a Občanská demokratická aliance (ODA) byly proti referendu. Jakmile se však objevila hrozba nepřijetí Ústavy v České národní radě, přišli někteří poslanci ODS s návrhem, aby bylo k Ústavě uspořádáno ratifikační referendum. Nakonec bylo ustanovení do Ústavy zakomponováno především z popudu některých sociálnědemokratických poslanců a na naléhání Václava Havla. Ačkoliv bylo od přijetí Ústavy připraveno několik návrhů ústavních zákonů o referendu, zatím jediné celostátní referendum, jež se uskutečnilo, bylo o přistoupení České republiky k Evropské unii, kvůli němuž byla přijata i novela Ústavy. Odstavce 3 a 4 upravují zásadu enumerativnosti veřejnoprávních pretenzí a zásadu legální licence. Zásada enumerativnosti veřejnoprávních pretenzí vyjadřuje, že veřejnou moc lze uplatňovat jen v případech, mezích a způsoby, které stanoví zákon. Zásada legální licence, jež je opakem zásady enumerativnosti veřejnoprávních pretenzí, vyjadřuje, že každý může činit vše, co zákon nezakazuje a naopak není povinen činit nic, co mu zákon neukládá. Je zde patrná podobnost s ustanovením čl. 2 Listiny, avšak zatímco Ústava hovoří o „každém občanu“, Listina tento okruh rozšiřuje na „každého“.

#### Listina základních práv a svobod
Článek 3 vymezující, že Listina základních práv a svobod je součástí ústavního pořádku České republiky, není obvyklým ustanovením ústav. Článek 3 byl do Ústavy zakomponován až v prosinci 1992 jako výsledek politické dohody: vládní návrh na Listinu vůbec neodkazoval, pozdější návrhy již Listinu zmiňovaly alespoň v přechodných a závěrečných ustanoveních, což však bylo považováno za způsob, který neodpovídal významu Listiny. Nakonec všechny výbory ČNR v prosinci 1992 navrhly, aby byl odkaz na Listinu uveden již přímo v první hlavě Ústavy. Zvláštností ustanovení je také podivný slovosled, který byl zvolen proto, aby slovo Listina mohlo být psáno s velkým počátečním písmenem. Listina, která byla doposud připojena k ústavnímu zákonu č. 23/1991 Sb., byla od něj oddělena a nově vyhlášena formou zvláštního usnesení Předsednictva ČNR č. 2/1993 Sb. Tento postup Předsednictva ČNR v následujícím období posloužil ke zpochybnění normativní povahy Listiny jako takové. Podobný odkaz na úpravu základních práv a svobod se nacházel také v prosincové ústavě (1867) a ve druhém ústavním provizoriu (č. 37/1918 Sb. z. a n.).

#### Soudní ochrana
Článek 4, podle něhož jsou základní práva a svobody pod ochranou soudní moci, nezakládá ochranu toliko na ta práva, jež jsou upravena v Listině, ale také v jiných ústavních předpisech a mezinárodních úmluvách.

#### Politický systém a politická rozhodnutí
Podstata politického systému České republiky je vyjádřena v článku 5 Ústavy, v němž jsou také zakotveny politické strany, jimž je přiznána nezastupitelná úloha. Jejich prostřednictvím se občané účastní na politickém životě společnosti. Vznik politické strany musí být svobodný a nepodléhá tudíž povolení ze strany státního orgánu (k jejímu fungování je nicméně vyžadována registrace). Důraz na volnou soutěž odmítá omezování plurality stran a vedoucí úlohu jakékoli z nich. Strany a hnutí nesmějí své zájmy prosazovat násilím. Fungování stran a hnutí potom blíže upravuje zákon č. 424/1991 Sb. (o sdružování v politických stranách a politických hnutích).
K politickému rozhodování se váže článek 6, který zakotvuje princip vlády většiny a ochranu menšin.

#### Ochrana přírody
Článek 7 zakotvující ochranu přírody původní vládní návrh Ústavy nezahrnoval. Jeho autorem je Václav Havel, který byl přesvědčen o vhodnosti mít v Ústavě „ekologický paragraf“. Nakonec byla do Ústavy přijata redukovaná podoba Havlova návrhu.

#### Územní samospráva
Článek 8 je základním ustanovením zaručující princip územní samosprávy, jehož odstranění by bylo porušení nejen Evropské charty místní samosprávy, ale také ústavně nepřípustné kvůli zásahu do podstatných náležitostí demokratického právního státu. Územní samospráva je pak dále rozvedena v čl. 99 až 105.

#### Změna ústavy a imperativ nezměnitelnosti
Článek 9 vymezuje tři základní pravidla, a to že změna Ústavy může být provedena toliko formou ústavního zákona (odst. 1), že ani takovou formou není možné změnit podstatné náležitosti demokratického právního státu (odst. 2) a že toto „materiální jádro Ústavy“ nesmí být odstraněno nebo ohroženo ani výkladem právních předpisů (odst. 3). Odstavec druhý, tj. vymezení, že změna podstatných náležitostí demokratického právního státu je nepřípustná, je tzv. imperativem nezměnitelnosti materiálního jádra Ústavy. Historicky se poprvé takový imperativ objevil v ústavě Francouzské republiky ze srpna 1884, kterým bylo stanoveno, že republikánská forma vlády nemůže být předmětem revize. Identická konstrukce se nachází i v současné Ústavě Francouzské republiky. V roce 1949 přijatý Základní zákon Spolkové republiky Německo reagoval nejen procedurální úpravou, ale také i dalšími dvěma omezeními, na vývoj z let 1919 až 1945. První omezení stanovuje, že Základní zákon může být měněn pouze zákonem, jenž výslovně mění či doplňuje text Základního zákona. Druhým opatřením bylo vyjmutí materiálního ohniska z dispozice ústavodárce, čímž se hovoří o imperativu nezměnitelnosti či o klausuli věčnosti. Německá klausule věčnosti (Ewigkeitsklausul) na rozdíl od české blíže specifikuje materiální ohnisko (členění spolku do zemí, spolupůsobení zemí při zákonodárství, důstojnost člověka, principy demokratického a sociálního státu, suverenity lidu, dělbu moci, vázanost státní moci zákonem a právo na odpor).

#### Vázanost mezinárodními smlouvami
Klíčová norma pro inkorporaci mezinárodního práva se nachází v článku 10 Ústavy. Do euronovely Ústavy poskytoval článek mezinárodním smlouvám o lidských právech a základních svobodách sílu obdobnou ústavnímu pořádku. Euronovelou byl okruh smluv rozšířen a byla zavedena aplikační přednost.

#### Přenesená pravomoc, povinnost informovat a právo vyjádření
Články 10a a 10b byly do Ústavy zakomponovány tzv. euronovelou Ústavy a byly reakcí na přistoupení České republiky k Evropské unii. Článek 10a upravuje podmínky přenesení pravomoci na mezinárodní organizaci nebo instituci, přičemž v souvislosti s otázkami, jež souvisejí se závazky vyplývajícími z členství v takovém subjektu, je založena povinnost vlády informovat Parlament a právo komor parlamentu se k tomuto vyjádřit (čl. 10b).

#### Územní celistvost
Základní ústavní východisko pro vymezení a určení státního území se nachází v článku 11, jenž zároveň určuje, že ke změnám státní hranice může dojít pouze prostřednictvím ústavního zákona.

#### Státní občanství
Úprava nabývání a pozbývání státního občanství se nachází v ustanovení článku 12, podle kterého není možné státní občanství pozbýt proti své vůli. V roce 2007 byl připraven návrh ústavního zákona o státním občanství, který měl především zakotvit, že na udělení státního občanství není právní nárok, což byla nejspíše snaha o překonání judikatury Nejvyššího správního soudu, podle níž na udělení státního občanství je subjektivní právo. Zákon o státním občanství České republiky č. 186/2013 Sb. nabyl účinnosti 1. ledna 2014 a v § 12 stanovil, že na získání občanství není právní nárok.

#### Hlavní město
Ústavní zakotvení Prahy jako hlavního města se nachází v článku 13 Ústavy. Autorem ustanovení byl Pavel Zářecký, jako redundantní ho původně označil tehdejší premiér Václav Klaus.

#### Státní symboly
První odstavec článku 14 obsahuje taxativní výčet státních symbolů České republiky, kterými jsou malý a velký státní znak, státní barvy, státní vlajka, vlajka prezidenta republiky, státní pečeť a státní hymna. Pouhý výčet státních symbolů bez jejich další ústavní konkretizace je jevem poměrně výjimečným. Státní symboly blíže upravuje na základě odkazu zákon č. 3/1993 Sb. (o státních symbolech České republiky), jejich užívání potom zákon č. 352/2001 Sb. (o užívání státních symbolů České republiky).

### Hlava druhá: Moc zákonodárná

#### Parlament, jeho komory a členové

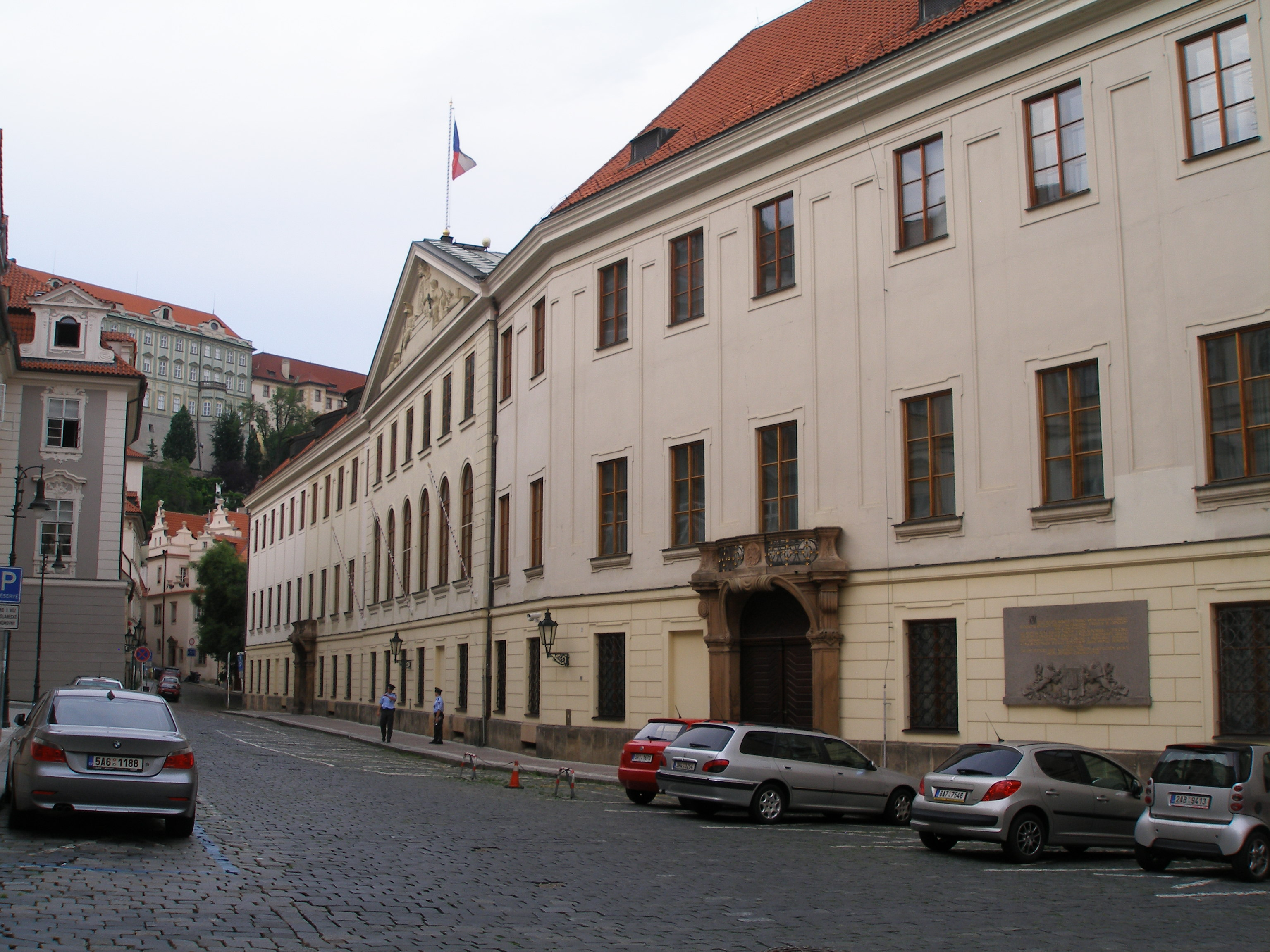
Sídlo Poslanecké sněmovny, Praha

Hlava druhá Ústavy (čl. 15 až 53) zakotvuje postavení Parlamentu jako nositele moci zákonodárné a ústavodárné. Článek 15 vymezuje, že zákonodárná moc náleží Parlamentu, jenž je tvořen dvěma komorami, a to Poslaneckou sněmovnou a Senátem. Poslanecká sněmovna má z dikce článku 16 dvě stě poslanců volených na čtyřleté období, Senát 81 senátorů volených na šestileté období, přičemž každé dva roky se volí třetina senátorů. Článek 17 upravuje lhůty voleb, článek 18 pak aktivní volební právo a způsob volby. Volby do Poslanecké sněmovny se konají na základě všeobecného, rovného a přímého volebního práva dle zásad poměrného zastoupení, do Senátu se volí tajným hlasováním taktéž na základě všeobecného, rovného a přímého volebního práva, ovšem podle zásad většinového volebního systému. Aktivní volební právo, tj. právo volit, má každý občan České republiky, který dosáhl věku osmnácti let. Pasivní volební právo, tj. právo být volen, je upraveno v článku 19: do Poslanecké sněmovny mohou být zvoleni občané České republiky, kteří mají aktivní volební právo a dosáhli věku 21 let. Do Senátu může být zvolen každý občan České republiky, který má aktivní volební právo a který dosáhl věku 40 let. Mandát z dikce Ústavy vzniká zvolením. Za den zvolení se považuje poslední den voleb. Další podmínky výkonu volebního práva, organizaci voleb a rozsah soudního přezkumu stanovuje na základě odkazu v článku 20 Ústavy zákon. Vzájemná neslučitelnost členství v obou komorách Parlamentu je zakotvena v článku 21. Pravá inkompatibilita, tj. neslučitelnost funkcí s ohledem na možný střet veřejného zájmu při výkonu různých funkcí v rámci trojdělby státní moci, je upravena v článku 22. S funkcí poslance či senátora je tak neslučitelný výkon funkce prezidenta republiky, soudce, na základě odkazu na zákon – jedná se o 159/2006 Sb. – také funkce vykonávané v pracovněprávní vztahu nebo služebním poměru k České republice, pokud jde o funkce jmenované, poté také funkce, v nichž se při výkonu státní správy rozhoduje na ministerstvech, jiných správní úřadech, státním zastupitelství či soudech, bezpečnostních sborech a ozbrojených silách České republiky, Nejvyšším kontrolním úřadu, Kanceláři prezidenta republiky, Kanceláři Poslanecké sněmovny a Kanceláři Senátu, Pozemkovém fondu České republiky či jiných státních fondech a v Kanceláři Veřejného ochránce práv. Článek 23 Ústavy upravuje slib poslance a senátora. Článek 24 řeší vzdání se mandátu, článek 25 pak zánik mandátu. Mandát zaniká odepřením slibu nebo složením slibu s výhradou, uplynutím volebního období, vzdáním se mandátu, ztrátou volitelnosti, rozpuštěním Poslanecké sněmovny – v případě poslanců – a vznikem neslučitelnosti dle článku 22 Ústavy.
Ve vztahu k mandátu Ústava dále upravuje jeho výkon v článku 26. Imunita je upravena v ustanovení článku 27 Ústavy, odst. 1 vylučuje jakýkoliv postih poslance či senátora pro hlasování v plénu či orgánech obou komor; odstavec druhý pak upravuje tzv. hmotněprávní neodpovědnost (indemnitu) poslanců a senátorů vztahující se na projevy učiněné v Poslanecké sněmovně, anebo v Senátu či orgánech komor Parlamentu. Z dikce třetího odstavce podléhá poslanec či senátor za spáchané přestupky jen disciplinární pravomoci komory, jejímž je členem, nestanoví-li zákon jinak. S ohledem na čtvrtý odstavec jsou poslanci a senátoři v zásadě po dobu svého mandátu nestíhatelní. Člena Parlamentu lze zadržet – dle odstavce 5 – toliko tehdy, pokud byl dopaden při spáchání trestného činu či bezprostředně poté. Právo odepřít svědectví o skutečnostech, které se poslanec či senátor dozvěděl v souvislosti s výkonem mandátu, a to i po skončení mandátu, je zakotveno ve článku 28 Ústavy. Funkcionáři komor – předsedové a místopředsedové Poslanecké sněmovny a Senátu – jsou z dikce článku 29 voleni a odvoláváni svou komorou Parlamentu. Poslanecká sněmovna dle článku 30 Ústavy může zřídit vyšetřovací komisi pro prošetření věci veřejného zájmu. Vyhrazení práva zřídit vyšetřovací komise Poslanecké sněmovně souvisí s odpovědností vlády Sněmovně. Vyšetřovací komise je zřizována usnesením. Podle článku 31 zřizují komory výbory a komise jako své orgány, přičemž činnost těchto orgánů komor je upravena zákonem. Mezi orgány Parlamentu je třeba neformálně počítat i delegace, které reprezentují stát kupř. v Parlamentním shromáždění NATO či Rady Evropy. Článek 32 zakotvuje omezení současného výkonu členství ve vládě a v Parlamentu, když je stanovena neslučitelnost vládní funkce s funkcí funkcionáře komory Parlamentu.

#### Náhradní zákonodárství
Článek 33 upravuje tzv. náhradní či nouzové zákonodárství: podle tohoto ustanovení může Senát v době, kdy je rozpuštěna Poslanecká sněmovna ve věcech, jež nesnesou odkladu a vyžadovaly by jinak přijetí zákona, vydat zákonné opatření. Zákonná opatření jsou ústavně vyloučena ve věcech Ústavy, státního rozpočtu, státního závěrečného účtu, volebního zákona a mezinárodních smluv dle článku 10. Nepanuje teoretická shoda, zda se nemožnost přijímání zákonných opatření vztahuje jen k Ústavě či k ústavnímu pořádku. Zákonné opatření může Senátu navrhnout jedině vláda, dále je upraveno, kdo zákonná opatření podepisuje, prezident nemá právo suspenzivního veta. Zákonná opatření musejí být ratihabována Poslaneckou sněmovnou na její první schůzi a pokud je tato neschválí, pozbývají platnosti.
Tohoto nástroje využil Senát poprvé poté, co byla prezidentem k 28. srpnu 2013 rozpuštěna Poslanecká sněmovna. Na návrh vlády přijal zákonná opatření o dani z nabytí nemovitých věcí, veřejných zakázkách a o zdravotním pojištění.

#### Zasedání komor, rozpuštění sněmovny a veřejnost schůzí
Zasedání komor Parlamentu upravuje článek 34 Ústavy, podle něhož jsou zasedání komor stálá, což je zřetelný rozdíl oproti Ústavní listině z roku 1920, podle níž byla zasedání konána v určitých obdobích a byla zahajována a ukončována aktem presidenta republiky. Institut rozpuštění Poslanecké sněmovny je upraven v článku 35 a v roce 2009 byl rozšířen o institut samorozpuštění, když Ústavní soud zrušil svým nálezem ad hoc přijatý ústavní zákon ke zkrácení volebního období. Schůze komor jsou veřejné (čl. 36), avšak zákonem toto může být vyloučeno.

#### Společná schůze

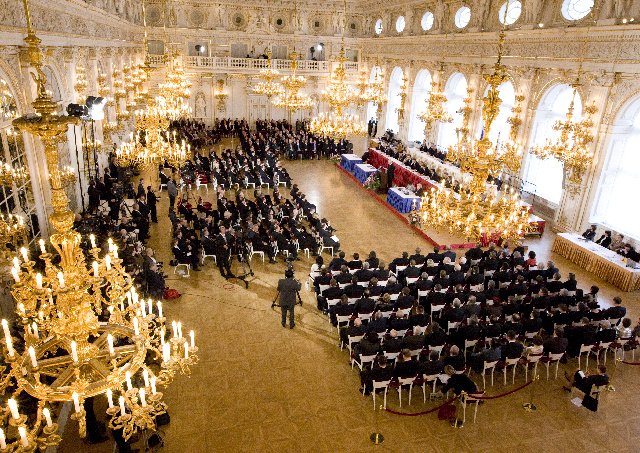
Volba prezidenta republiky, 2008

Společná schůze obou komor Parlamentu je upravena v článku 37. Koná se při složení slibu nastupujícího prezidenta republiky (čl. 59 odst. 1). V některých případech je však vhodné, aby se poslanci a senátoři sešli společně i při jiné příležitosti – kupř. u příležitosti vystoupení hlavy státu či zahraničního státníka – a proto připadají v úvahu společná jednání, jež však nemohou v žádném případě vyústit v autoritativní projev vůle. Společnou schůzi svolává předseda Poslanecké sněmovny a pro její jednání platí jednací řád Poslanecké sněmovny.

#### Schůze, podmínky přijímání usnesení
Právo i povinnost člena vlády účastnit se schůzí Poslanecké sněmovny, vycházející ze vztahu vlády a Sněmovny, je upraveno v článku 38 Ústavy. Způsobilost komor parlamentu k přijímání jejich usnesení je upravena v ustanovení článku 39 Ústavy. Zde je vymezeno kvórum, tj. nejmenší počet členů komory, kteří musejí být přítomni, aby byla komora usnášeníschopná. Komory se mohou usnášet za přítomnosti alespoň jedné třetiny členů komory, avšak toliko jednat může komora i za situace, kdy počet přítomných nedosahuje jedné třetiny, přítomen však musí být alespoň jeden člen komory, jenž řídí schůzi. Odstavec 2 článku 39 upravuje prostou většinu nutnou pro přijetí usnesení komory, třetí odstavec pak vymezuje většinu v případech usnesení o vyhlášení válečného stavu, k přijetí usnesení o souhlasu s vysláním ozbrojených sil ČR mimo území republiky nebo s pobytem ozbrojených sil jiných států na území republiky, jakož i k přijetí usnesení o účasti ČR v obranných systémech mezinárodní organizace, jíž je republika členem – v těchto případech je potřebná absolutní většina, tj. nejméně 101 hlasů poslanců a 41 senátorů. Čtvrtý odstavec pak upravuje kvalifikovanou většinu nutnou k přijetí ústavního zákona a souhlasu k ratifikaci mezinárodní smlouvy uvedené v čl. 10a odst. 1, zde je potřebná třípětinová většina všech poslanců (120) a třípětinová většina přítomných senátorů (49 hlasů, při minimální prezenci ovšem pouhých 17).

#### Zákonodárný proces
Články 40 až 52 upravují zákonodárný proces: čl. 40 podmínky přijímání určitých zákonů, kdy je vyžadováno schválení oběma komorami (je zde např. zmíněn zákon o zásadách jednání a styku obou komor mezi sebou, jakož i navenek, tzv. stykový zákon), čl. 41 zákonodárnou iniciativu, jež přísluší jednotlivému poslanci, skupině poslanců, Senátu jako celku, vládě a zastupitelstvu vyššího územního samosprávného celku. Článek 42 určuje, že návrh zákona o státním rozpočtu a návrh státního závěrečného účtu podává vláda a tyto návrhy projednává a usnáší se o nich jen Sněmovna, čl. 43 upravuje otázky bezpečnosti republiky, čl. 44 zakotvuje právo vlády v zákonodárném procesu, úprava postupu schváleného návrhu zákona mezi komorami se nachází v článku 45. Projednání Senátem je řešeno v článku 46, článek 47 pak řeší opakované projednání návrhu Poslaneckou sněmovnou, když byl návrh zákona zamítnut nebo vrácen Senátem. Čl. 48 zakotvuje institut vyjádření vůle Senátu nezabývat se návrhem zákona, jenž byl schválen Sněmovnou. Ratifikace mezinárodních smluv je upravena v článku 49, právo suspenzivního veta prezidenta republiky v článku 50. Podepisování zákonů upravuje článek 51 a vyhlášení zákonů a mezinárodních smluv článek 52.

#### Právo interpelace
Právo interpelace, tj. právo poslanců klást členům vlády dotazy se žádostí o vysvětlení, spojené s povinností členů vlády odpovědět, je zakotveno v článku 53 Ústavy. Ústní i písemné interpelace se podle jednacího řádu konají ve čtvrtek.

### Hlava třetí: Moc výkonná
Ústava nedefinuje pojem výkonné moci, a tak je jeho obsah nutné odvodit z jednotlivých ustanovení hlavy třetí Ústavy, čímž je do moci výkonné zařazen prezident (čl. 54 až 66), vláda (čl. 67 až 78), ministerstva a jiné správní úřady (čl. 79) a státní zastupitelství (čl. 80).

#### Prezident republiky
Prezident republiky je z dikce čl. 54 odst. 1 Ústavy hlavou státu, která je volena v přímých volbách (odst. 2). Prezident republiky není z dikce Ústavy z výkonu své funkce odpovědný, výjimku tvoří možnost stíhat prezidenta pro velezradu (čl. 65 odst. 2 Ústavy). Neodpovědnost se týká pouze výkonu funkce, čímž není vyloučeno, aby byl prezident hnán k odpovědnosti v majetkových, rodinněprávních či osobnostních záležitostech. Problematické však v těchto případech může být odlišení výkonu a „nevýkonu“ funkce.
Prezident republiky se z dikce čl. 55 Ústavy ujímá úřadu složením slibu, jehož znění se nachází v článku 59 odst. 2 a který skládá do rukou předsedy Senátu na společné schůzi obou komor (čl. 59 odst. 1). Volební období prezidenta trvá pět let a začíná dnem složení slibu. Jestliže prezident odmítne složit slib, nebo pokud složí slib s výhradou, pohlíží se na něj dle článku 60, jako by nebyl zvolen.
Volba prezidenta republiky se po zavedení přímé volby v roce 2012 koná tajným hlasováním na základě všeobecného, rovného a přímého volebního práva (čl. 54). V otázce podmínek výkonu volebního práva, navrhování kandidátů, vyhlašování a provádění volby a v otázce soudního přezkumu odkazuje ústava na zvláštní zákon (čl. 58). Ústava však v čl. 56 určuje, že prezidentem republiky je zvolen kandidát, jenž obdržel nadpoloviční většinu platných hlasů oprávněných voličů. Není-li takový kandidát, koná se za čtrnáct dnů po začátku prvního kola volby druhé kolo, do kterého postupují dva nejúspěšnější kandidáti z prvního kola. Při rovnosti hlasů postupují do druhého kola volby všichni kandidáti, kteří v prvním kole získali nejvyšší počet platných hlasů oprávněných voličů, a nejsou-li takoví kandidáti alespoň dva, postupují i kandidáti, kteří obdrželi druhý nejvyšší počet platných hlasů oprávněných voličů. Prezidentem republiky je zvolen kandidát, který obdržel ve druhém kole volby nejvyšší počet platných hlasů oprávněných voličů. Je-li takových kandidátů více, prezident republiky není zvolen a do deseti dnů se vyhlásí nová volba prezidenta republiky. Ústava pamatuje i na situaci, kdy by kandidát, který postoupil do druhého kola volby, přestal být volitelný za prezidenta republiky před druhým kolem volby anebo se práva kandidovat vzdal. Za takové situace, postupuje do druhého kola volby kandidát, který v prvním kole volby získal další nejvyšší počet platných hlasů oprávněných voličů. Druhé kolo volby se však koná i tehdy, účastní-li se ho pouze jeden kandidát. Navrhovat kandidáty na prezidenta je oprávněno nejméně dvacet poslanců, nebo nejméně deset senátorů, nebo kterýkoliv občan ČR starší 18 let, podpoří-li jeho návrh petice podepsaná nejméně 50 000 občany České republiky oprávněnými volit prezidenta republiky.
Volba prezidenta se koná v posledních šedesáti dnech volebního období úřadujícího prezidenta republiky, nejpozději však třicet dnů před uplynutím volebního období úřadujícího prezidenta republiky; volbu vyhlašuje předseda Senátu nejpozději devadesát dnů před jejím konáním. Uvolní-li se úřad prezidenta republiky, koná se volba prezidenta republiky do devadesáti dnů; vyhlásí ji předseda Senátu nejpozději do deseti dnů po uvolnění a zároveň nejpozději osmdesát dnů před jejím konáním. Není-li funkce předsedy Senátu obsazena, vyhlašuje volbu předseda Poslanecké sněmovny.
Prezidentem republiky může být podle čl. 57 zvolen občan, který je volitelný do Senátu, a současně platí, že nikdo nemůže být zvolen více než dvakrát za sebou. Prezident republiky se může vzdát dle článku 61 svého úřadu do rukou předsedy Senátu.
Pravomoci prezidenta republiky jsou upraveny zejména v ustanoveních článků 62 a 63. Pravomoci vyjmenované v článku 62 je možné označit za osobní či privilegované, když k jejich výkonu není vyžadována kontrasignace členy vlády. Nemusí se však jednat o pravomoci samostatné, neboť jejich výkon může být vázán na součinnost jiného subjektu. V případě článku 63 se jedná o pravomoci prezidenta republiky, jež jsou vázané na součinnost vlády, a nejde tak o jeho osobní pravomoci. Právo prezidenta účastnit se na schůzích vlády, obou komor parlamentu a jejich výborů a komisí je zakotveno v článku 64 Ústavy.
Prezidenta republiky nelze s ohledem na článek 65 po dobu výkonu jeho funkce zadržet, trestně stíhat ani stíhat pro přestupek nebo jiný správní delikt. Od března 2013 může Senát se souhlasem Poslanecké sněmovny podat ústavní žalobu proti prezidentu republiky k Ústavnímu soudu, a to pro velezradu nebo pro hrubé porušení Ústavy nebo jiné součásti ústavního pořádku. Ústavní soud může na základě ústavní žaloby Senátu rozhodnout o tom, že prezident republiky ztrácí prezidentský úřad a způsobilost jej znovu nabýt. K přijetí návrhu ústavní žaloby Senátem je třeba souhlasu třípětinové většiny přítomných senátorů. K přijetí souhlasu Poslanecké sněmovny s podáním ústavní žaloby je třeba souhlasu třípětinové většiny všech poslanců a současně platí, že pokud nevysloví Poslanecká sněmovna souhlas do tří měsíců ode dne, kdy o něj Senát požádal, platí, že souhlas nebyl dán.
Článek 66 řeší zastupování prezidenta republiky v době, kdy se úřad prezidenta uvolní a nový prezident ještě není zvolen či nesložil slib, nebo v době, kdy prezident nemůže ze závažných důvodů vykonávat svůj úřad a usnese-li se na tom Poslanecká sněmovna a Senát. Potom některé pravomoci přecházejí na předsedu vlády, další vykonává předseda Poslanecké sněmovny, je-li v té době Sněmovna rozpuštěna, pak předseda Senátu. Tomu také přísluší v době, kdy předseda vlády vykonává vymezené funkce prezidenta republiky, výkon funkce prezidenta republiky, jde-li o vyhlášení voleb do Poslanecké sněmovny.

#### Vláda

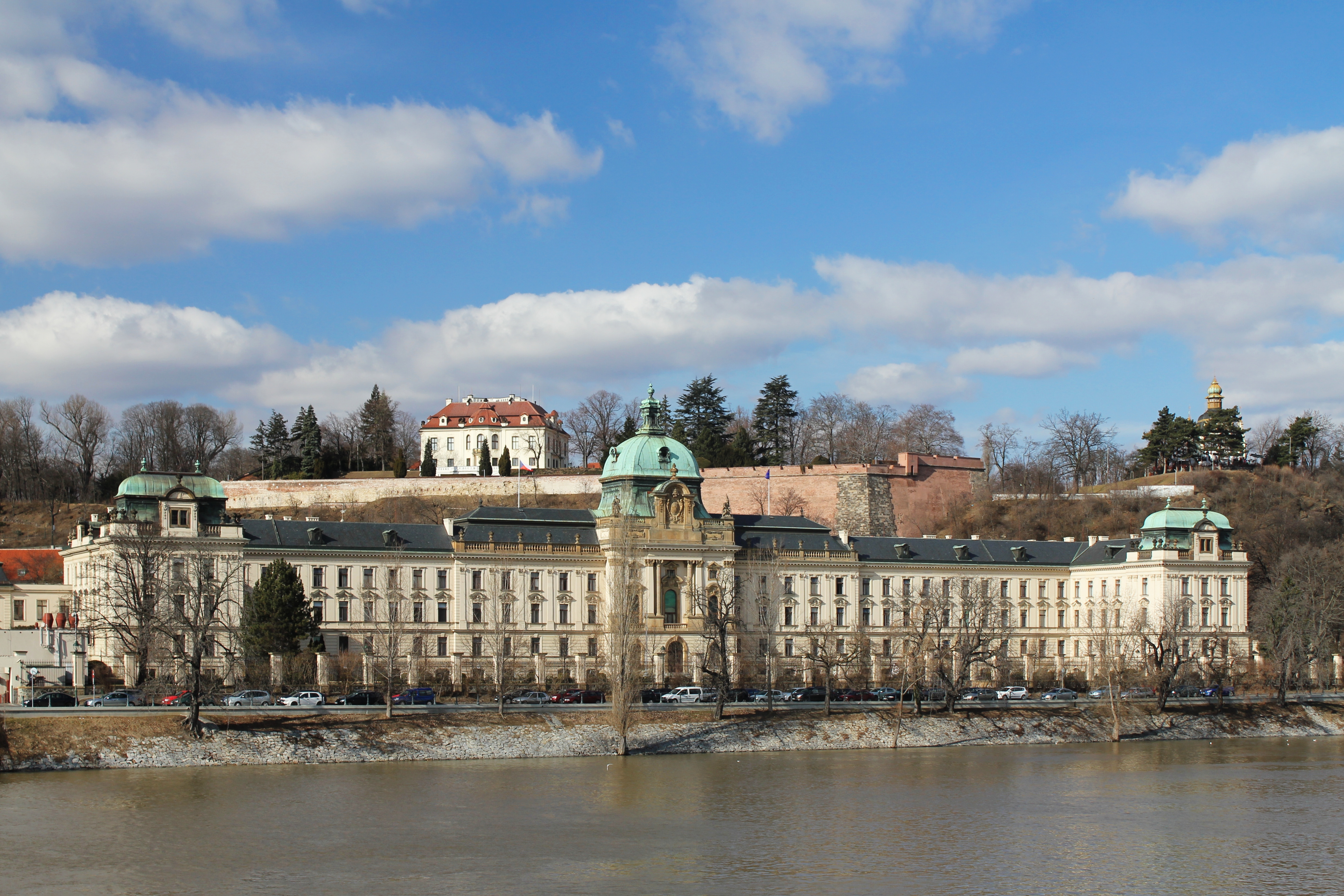
Strakova akademie, sídlo vlády ČR

Charakteristika a složení vlády se nachází v ustanovení článku 67 Ústavy, podle něhož je vláda vrcholným orgánem výkonné moci a skládá se z předsedy vlády, místopředsedů vlády a ministrů. Vláda je sice v Ústavě zařazena až za prezidenta republiky, ale z hlediska reálné moci vláda prezidenta převyšuje, ač je závislá na jeho jmenování. Vládě je totiž svěřena obecná působnost v oblasti exekutivy, zatímco prezident má působnost jen v rozsahu, který vymezuje Ústava.
Článek 68 zakotvuje vládu v systému nejvyšších orgánů státní moci, upravuje v otázce jmenování vztah k prezidentu republiky a v otázce politické odpovědnosti k Poslanecké sněmovně. První odstavec upravuje otázku odpovědnosti vlády Poslanecké sněmovně, nikoliv Senátu, v odstavcích dva až pět je upraven postup tvorby vlády po volbách do Poslanecké sněmovny. Ústava také v článku 71 upravuje dobrovolnou žádost vlády o vyslovení důvěry. Ústava tak upravuje tři situace spojené se žádostí o důvěru: samostatně či souběžně s předloženým návrhem zákona, dobrovolně, anebo povinně do třiceti dní od jmenování. Iniciativa však může vzejít i od Poslanecké sněmovny, která může vládě vyslovit nedůvěru (článek 72 Ústavy). Návrh na vyslovení nedůvěry musí být podán alespoň padesáti poslanci. Pokud by byla nedůvěra vládě vyslovena, ale ta by demisi nepodala, má z dikce článku 75 prezident povinnost takovou vládu odvolat.
Slib člena vlády, který člen vlády skládá do rukou prezidenta republiky, je upraven v článku 69 Ústavy. Člen vlády nesmí vykonávat činnosti, jejichž povaha odporuje výkonu jeho funkce, v podrobnostech odkazuje článek 70 na zákon.
Předseda vlády podává dle článku 73 odst. 1 Ústavy demisi do rukou prezidenta, ostatní členové vlády předávají demisi do rukou prezidenta prostřednictvím premiéra. Mezi teoretiky ústavního práva nepanuje shoda o tom, zda následkem demise předsedy vlády je i konec vlády jako takové. V roce 1997 podal Václav Klaus demisi s dovětkem, že demisi podává celá vláda, což bylo označeno za exces vyplývající z výjimečnosti situace. Vláda by totiž svou demisi měla podávat na základě kolektivního rozhodnutí – například usnesení vlády Mirka Topolánka ze dne 26. března 2009 č. 371, o podání demise vlády. Filip se domnívá, že premiér může podat demisi, vláda však demisi má podat kolektivním rozhodnutím, což ovšem nebrání premiérovi v tom, aby navrhl odvolání všech členů vlády. Pavlíček spojuje s demisí premiéra demisi celé vlády jako celku, neboť vláda nemůže podle něj být bez předsedy. Mikule řešení považuje za sporná, neboť toto Ústava výslovně neřeší a Klíma k otázce nezaujal stanovisko. Ústava neřeší situaci, jak postupovat, zemře-li premiér. Článek 72 upravuje tři situace, kdy je vláda povinna podat demisi, podle odstavce třetího – podá-li vláda (dle odstavce 2) demisi – prezident republiky demisi přijme. Prezident republiky odvolá z dikce článku 74 člena vlády, jestliže to navrhne předseda vlády. Postup podle tohoto článku nepřipadá z povahy věci v úvahu u premiéra. Ten může svou funkci ztratit svou demisí, demisí celé vlády, odvoláním celé vlády či smrtí.
Vláda je kolegiálním orgánem, jenž rozhoduje ve sboru, v němž mají všichni členové rovné právo účasti a rovný hlas. K přijetí usnesení vlády je třeba dle článku 76 souhlasu nadpoloviční většiny jejích členů. V čele vlády stojí premiér – předseda vlády, jehož úkoly jsou vymezeny v článku 77 odst. 1: premiér organizuje činnost vlády, řídí její schůze, vystupuje jejím jménem a vykonává další činnosti, které jsou mu svěřeny Ústavou či jinými zákony. Druhý odstavec článku 77 řeší situace, kdy předseda vlády nemůže dočasně některé své povinnosti vykonávat.
Článek 78 zakládá generální zmocnění vlády k vydávání podzákonných právních předpisů. Vláda na základě tohoto ustanovení Ústavy může k provedení zákona a v jeho mezích vydávat nařízení a to bez zvláštního zmocnění obsaženého v zákoně. Správní úřady a orgány územních samosprávných celků mohou vydávat podzákonné právní předpisy ve věcech státní správy na základě a v mezích zákona podle článku 79 odst. 3 jen tehdy, jestliže je k tomu zákon výslovně zmocnil – vláda právě takové zmocnění již nepotřebuje. Článek 79 v odstavci prvním určuje, že ministerstva a jiné správní úřady lze zřídit a jejich působnost stanovit jen zákonem. V odstavci druhém je obsažen ústavní pokyn k přijetí zvláštního zákona k úpravě právních poměrů státních zaměstnanců. Tímto zákonem byl původně služební zákon, přijatý v roce 2002, ten však nikdy nenabyl účinnosti a od roku 2015 byl nahrazen zákonem o státní službě.

#### Státní zastupitelství
Státní zastupitelství, nová instituce nahrazující dosavadní prokuraturu, je upraveno v článku 80 Ústavy. Vládní návrh Ústavy zahrnoval státní zastupitelství do hlavy čtvrté, moci soudní. Do hlavy třetí byl institut přesunut v rámci jednání v ČNR. Z dikce Ústavy zastupuje státní zastupitelství veřejnou žalobu v trestním řízení a vykonává i další úkoly, které stanoví zákon. Vymezení postavení a působnosti státního zastupitelství z dikce odst. 2 provádí zákon. Ačkoliv státní zastupitelství není orgánem moci soudní, je přiřazováno k systému justičních orgánů.

### Hlava čtvrtá: Moc soudní
Hlava čtvrtá, čl. 81 až 96, upravuje moc soudní.
Soudní moc vykonávají dle článku 81 Ústavy jménem republiky nezávislé soudy. Nezávislost dle tohoto ustanovení znamená, že soudy jsou institucionálně nezávislé na moci zákonodárné a výkonné. Výkon jménem republiky se promítá i do úvodní formulace rozsudků všech soudů, kde se uvádí „jménem republiky“. Článek 82 Ústavy na předchozí navazuje, když zaručuje nezávislost a nestrannost soudců – v tomto případě nezávislost vlastní rozhodovací činnosti soudu.

#### Ústavní soud

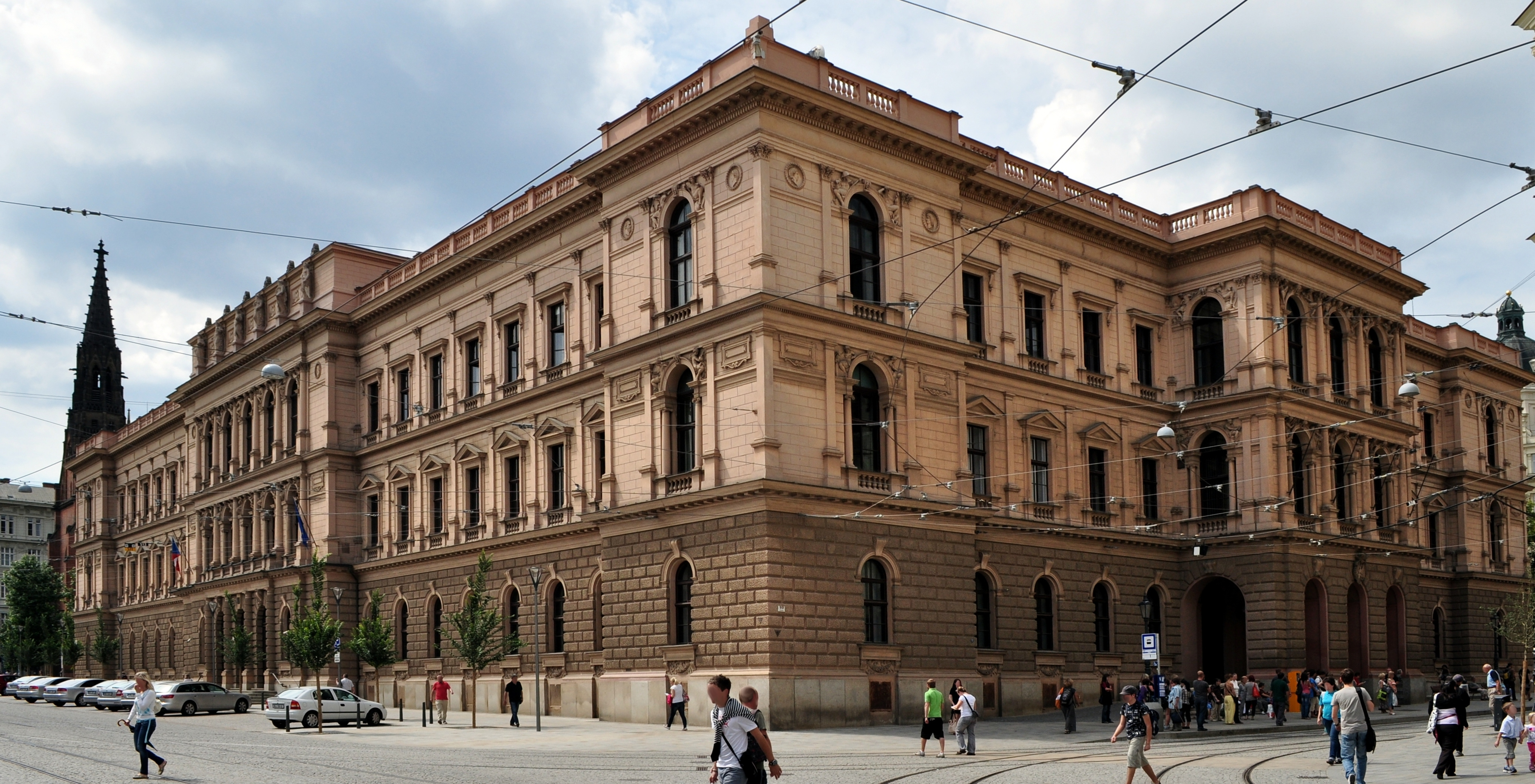
Budova Zemské sněmovny v Brně, kde sídlí Ústavní soud

Články 83 až 89 upravují postavení Ústavního soudu, který je ústavním orgánem, když se jeho postavení a kompetence opírají pouze o ústavní úpravu. Nepřipadá v úvahu rozšíření či zúžení kompetencí obyčejným zákonem. Východiskem pro ústavní úpravu Ústavního soudu je článek 83, z nějž vyplývá obecná charakteristika soudu, jeho kompetence a zásady fungování a právě tento článek je základem pro rozvinutí kompetence Ústavního soudu, kterou nelze dovozovat jen ze článku 87. Článek 84 upravuje, že Ústavní soud tvoří soudci, jichž je patnáct, které do funkce jmenuje prezident republiky se souhlasem Senátu na dobu deseti let. Článek ve svém čtvrtém odstavci upravuje předpoklady jmenování do funkce ústavního soudce. Slib soudce Ústavního soudu je upraven v článku 85 Ústavy. Soudci Ústavního soudu mají z dikce článku 86, který byl do Ústavy vložen až při schvalování 16. prosince 1992, imunitu prakticky obdobnou jako členové Parlamentu.
Jednotlivé kompetence Ústavního soudu jsou uvedeny v článku 87, ovšem nejedná se o výčet veškeré působnosti Ústavního soudu. Pravidla řízení před Ústavním soudem jsou vymezena v článku 88, jenž vytváří v prvním odstavci odkaz na zákon, jenž má stanovit, kdo a za jakých podmínek je oprávněn podat návrh na zahájení řízení a další pravidla o řízení před Ústavním soudem. Z dikce článku 88 odst. 2 jsou soudci Ústavního soudu při svém rozhodování vázáni pouze ústavním pořádkem a zákonem dle prvního odstavce tohoto článku – jedná se především o zákon o Ústavním soudu č. 182/1993 Sb.
Sporná se jeví otázka, zda může Ústavní soud přezkoumat ústavní zákon. Zatímco Filip a Klíma stojí na stanovisku, že Ústavní soud může takový ústavní zákon přezkoumat jako každý jiný, jiní autoři – například Pavlíček – razí názor, že Ústavní soud ústavní zákon přezkoumat či ani částečně zrušit nemůže a nemůže se od něj ani odchýlit. Samotný Ústavní soud otázku vyřešil v roce 2009, kdy zrušil ústavní zákon o zkrácení pátého volebního období Poslanecké sněmovny. Vykonatelnost rozhodnutí Ústavního soudu je upravena v článku 89 odst. 1 Ústavy, druhý odstavec pak upravuje závaznost rozhodnutí Ústavního soudu. K závaznosti se objevují protichůdná stanoviska, a to, že jsou závazná všechna rozhodnutí Ústavního soudu včetně nosných důvodů, anebo že s výjimkou výroků nálezů, kterými se zrušují právní předpisy či jejich ustanovení, nejsou rozhodnutí Ústavního soudu obecně závazná. Zvláštní úprava pro případ preventivní kontroly mezinárodních smluv je upraven ve třetím odstavci.

#### Soudy
Základní funkce soudů je uvedena v článku 90 Ústavy. Soudy jsou z dikce Ústavy povolány především k tomu, aby zákonem stanoveným způsobem poskytovaly ochranu právům. Jen soud rozhoduje o vině a trestu za trestné činy. Soustava soudů tvořená Nejvyšším soudem, Nejvyšším správním soudem, vrchními, krajskými a okresními soudy je upravena v článku 91 odst. 1. Druhý odstavec uvádí, že působnost a organizaci soudů stanoví zákon. Čtyřčlánková soudní soustava s vrchními soudy je kompromisem, který řešil konkurenci dvou institucí v předvečer zániku federace – a to federálního Nejvyššího soudu a republikového Nejvyššího soudu. Nakonec se situace neřešila rušením instituce, ale právě vznikem vrchních soudů – navíc se dosavadní předseda federálního Nejvyššího soudu Otakar Motejl stal předsedou Nejvyššího soudu a dosavadní předseda republikového Nejvyššího soudu Antonín Mokrý předsedou Vrchního soudu v Praze. Současně platilo, že se soudci přidělení k výkonu funkce k „původnímu“ Nejvyššímu soudu České republiky stali soudci přidělenými k výkonu funkce k Vrchnímu soudu v Praze s tím, že jim u Vrchního soudu zůstaly zachovány i jejich funkce, do nichž byli jmenováni u „původního“ Nejvyššího soudu ČR. Stejně přešli k Vrchnímu soudu v Praze bez změny ve funkčním zařazení pracovníci „původního“ Nejvyššího soudu. Nejvyšší soud je na ústavní úrovni zakotven v článku 92 Ústavy. Jmenování soudců prezidentem republiky a předpoklady pro výkon funkce soudce upravuje článek 93 Ústavy. Způsob rozhodování soudců upravuje článek 94, vázanost soudců zákonem a mezinárodní smlouvou, jež je součástí právního řádu, jakož i předložit věc Ústavnímu soudu v případě, že se soud domnívá, že zákon, jehož má být použito je v rozporu s ústavním pořádkem, je zakotvena v článku 95 Ústavy. Základní pravidla soudního řízení – rovnost účastníků, ústnost a veřejnost – jsou upravena v článku 96.

### Hlava pátá: Nejvyšší kontrolní úřad
Postavení Nejvyššího kontrolního úřadu (NKÚ), jeho základní funkci, proces konstituování NKÚ a odkaz na další úpravu postavení, působnosti, organizační struktury a dalších otázek je obsažen v článku 97 Ústavy.

### Hlava šestá: Česká národní banka
Zakotvení postavení a působnosti České národní banky (ČNB) se nachází v článku 98 Ústavy. Podle ustanovení je ČNB ústřední bankou státu, jejímž hlavním cílem je péče o cenovou stabilitu a do jejíž činnosti lze zasahovat toliko na základě zákona. Zasazení ČNB do Ústavy žádal po právnících, kteří Ústavu v roce 1992 připravovali, guvernér centrální banky Josef Tošovský. Jelikož však ústavní zakotvení banky nebylo možné vhodně zasadit do trojdělené státní moci, získala ČNB vlastní hlavu.

### Hlava sedmá: Územní samospráva

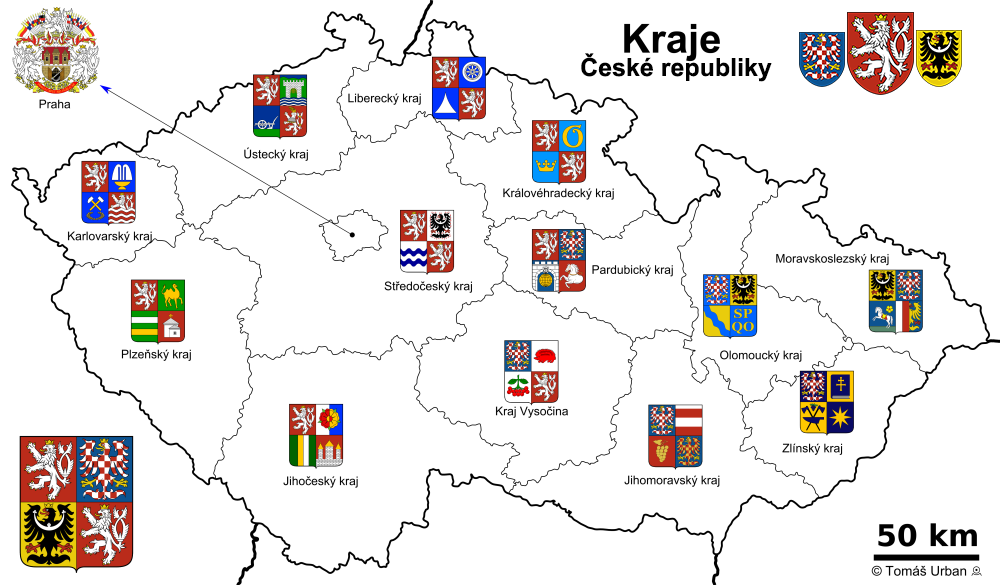
Přehled krajů České republiky a jejich znaky

Územní samospráva je upravena v článcích 99 až 105. Článek 99 je základním východiskem pro vnitřní územně-samosprávné členění republiky, jež se odlišuje od územně-správního členění, jehož základem je zákon č. 36/1960 Sb., jenž republiku dělí na kraje, okresy, obce a vojenské újezdy. Z dikce článku 99 se republika územně-samosprávně dělí na obce (základní územní samosprávné celky) a kraje (vyšší územní samosprávné celky). Vyšší územní samosprávné celky začaly fungovat až od 1. ledna 2000. Dřívější znění tohoto článku před reformou veřejné správy bylo: „Česká republika se člení na obce, které jsou základními územními samosprávnými celky. Vyššími územními samosprávnými celky jsou země nebo kraje.“ Územně samosprávné celky charakterizované jako územní společenství občanů (čl. 100 odst. 1) mají také znak ekonomický a znak samostatné správy svých záležitostí prostřednictvím svých orgánů.
Obec je vždy součástí vyššího územního samosprávného celku, který lze vytvořit či zrušit jen ústavním zákonem. Úprava správy, činnosti a hospodaření územních samosprávných celků upravuje v ústavní rovině článek 101 Ústavy. Základní východisko pro volby do zastupitelstev, jež je jediný Ústavou výslovně předpokládaný orgán územních samosprávných celků, je obsaženo v článku 102 Ústavy. Členové zastupitelstev jsou voleni tajným hlasování na základě všeobecného, rovného a přímého volebního práva. Funkční období zastupitelstva je v zásadě čtyřleté.
Článek 103 upravující název vyšších územních samosprávných celků byl vypuštěn s účinností od 1. ledna 2000. O názvu vyššího územního samosprávného celku mělo rozhodovat jeho zastupitelstvo. Ustanovení v praxi nemohlo být nikdy aplikováno, neboť vyšší územní samosprávné celky vznikly právě až s účinností od 1. ledna 2000. Dřívější znění tohoto článku před reformou veřejné správy bylo: „O názvu vyššího územního samosprávného celku rozhoduje jeho zastupitelstvo.“
Působnost zastupitelstva upravuje článek 104 Ústavy. Třetí odstavec tohoto článku zakládá právo zastupitelstvem územních samosprávných celků vydávat obecně závazné vyhlášky. Podle článku 100 odst. 1 lze zákonem stanovit, kdy jsou územní samosprávné celky též správními obvody, tj. jsou územními jednotkami určenými pro výkon státní správy (čl. 105). V České republice je smíšený model výkonu územní veřejné správy, když je výkon samosprávy i státní správy realizován stejnými orgány jednotlivých územních samosprávných celků. Rozlišována je samostatná a přenesená působnost.

### Hlava osmá: Přechodná a závěrečná ustanovení
Z dikce článku 106 se dnem účinnost Ústavy stala Česká národní rada Poslaneckou sněmovnou, jejíž volební období skončilo 6. červnem 1996. Do doby zvolení Senátu měl jeho funkce vykonávat Prozatímní Senát, přičemž způsob jeho ustanovení měl řešit samostatný ústavní zákon. Do nabytí účinnosti takového ústavního zákona měla vykonávat funkce Senátu Poslanecká sněmovna, která v této době nemohla být rozpuštěna. Zároveň článek 106 v odstavci 4 stanovoval, že do přijetí zákonů o jednacím řádu komor se mělo postupovat v jednotlivých komorách podle jednacího řádu České národní rady. Ačkoliv bylo připraveno několik návrhů k otázce Prozatímního Senátu, ten nikdy nevznikl a až do ustavení „řádného“ Senátu vykonávala Ústavou vymezené funkce horní komory Poslanecká sněmovna. Existovaly však i návrhy obsadit horní komoru českého Parlamentu českými poslanci Federálního shromáždění. První volby do Senátu se konaly v listopadu 1996. Článek 107 upravuje otázku prvních voleb do Senátu, neboť s ohledem na obměnu jeho části každé dva roky bylo nutné vytvořit odkaz na zákon, jenž stanoví, jakým způsobem se určí, kteří senátoři budou po prvních volbách vykonávat mandát dvouleté, kteří čtyřleté a kteří šestileté volební období. Zasedání Senátu svolal prezident na 9. prosince 1996. Vzhledem k ústavní konstrukci Senátu jako nerozpustitelného a kontinuálního orgánu a vzhledem k tomu, že jsou zasedání obou komor stálá, jednalo se zároveň o zahájení jediné a poslední.
Zachování kontinuity vlády vzešlé z voleb v roce 1992 upravuje článek 108. Z dikce článku 109 vykonávala funkci státního zastupitelství do jeho zřízení prokuratura České republiky. Prokuratura tuto funkci plnila do 31. prosince 1993. Do 31. prosince 1993 tvořily dle článku 110 Ústavy soustavu soudů také vojenské soudy, což byla s ohledem na ustanovení čl. 3 odst. 5 ústavního zákona č. 4/1993 Sb., o opatřeních souvisejících se zánikem České a Slovenské Federativní Republiky, duplicita. V současnosti žádný právní předpis nepočítá se zřízením vojenských či polních soudů, a to ani v případě stavu ohrožení státu či nouzového stavu.
Zachování kontinuity soudců i po vzniku samostatné republiky zakotvoval článek 111 Ústavy.

#### Ústavní pořádek
Článek 112 vymezuje množinu právních předpisů, pro něž souhrnně zavádí označení ústavní pořádek jako nový pojem ústavního práva a zároveň zrušuje část dosavadních ústavních zákonů federace. Jelikož je česká ústava polylegální je nutné odlišovat ústavu (s malým počátečním písmenem), Ústavu (s velkým počátečním písmenem), součásti ústavního pořádku, ústavní zákon a Listinu základních práv a svobod. Je-li užit termín ústava (s malým počátečním písmenem) jedná se zpravidla o ústavní pořádek, výjimečně – v případě § 366 odst. 1 trestního řádu – o Ústavu České republiky. Hovoří-li se o Ústavě (s velkým počátečním písmenem) jedná se o ústavní zákon ČNR č. 1/1993 Sb. V případě exekučního řádu však „Ústava ČR“ má zahrnovat celý ústavní pořádek, především pak Listinu základních práv a svobod. Ústavní pořádek je nový pojem ústavního práva, jenž byl pokusem komplexně nahradit pojem „ústava“ (s malým). Spolu s ústavním pořádkem byl zaveden pojem součást ústavního pořádku vymezený v článcích 3 a 112 odst. 1 Ústavy. Za součást ústavního pořádku označil Ústavní soud také lidsko-právní mezinárodní smlouvy, což bylo předmětem kritiky některých teoretiků ústavního práva – Filipa, Kysely, Kühna. Článek 112 v odstavci druhém zrušil část ústavních zákonů federace, v odstavci třetím pak článek dekonstitucionalizuje (zbavuje síly ústavního zákona) ostatní ústavní zákony platné na území České republiky, tj. ty ústavní zákony či jejich části, které neměnily či nedoplňovaly Ústavu Československé socialistické republiky či ústavní zákon o československé federaci.

#### Účinnost
Ústava České republiky nabyla z dikce článku 113 účinnost dnem 1. ledna 1993.